# Sognando la California
Pour plus de détails, voir Fiche technique et Distribution.
Sognando la California est un film italien réalisé par Carlo Vanzina, sorti en 1992.

## Fiche technique
- Titre : Sognando la California
- Réalisation : Carlo Vanzina
- Scénario : Carlo Vanzina et Enrico Vanzina
- Photographie : Giuseppe Maccari
- Montage : Sergio Montanari
- Musique : Umberto Smaila
- Pays d'origine : Italie
- Format : Couleurs - 2,35:1 - Dolby
- Genre : comédie
- Date de sortie : 1992

## Distribution
- Massimo Boldi : Lorenzo Colombo
- Nino Frassica : Antonio "Tonino" Castagna
- Maurizio Ferrini : Silvio Morandi
- Antonello Fassari (it) : Giovanni Sbariggia
- Bo Derek : elle-même
- Francesca Reggiani (it) : Cinzia Morechini